# Ревякін Олексій Ігорович
Олексій Ігорович Ревякін (нар. 9 травня 1982, Прилуки, Чернігівська область, УРСР) — російський футболіст, захисник.

## Життєпис
Вихованець СДЮШОР ЦСКА. 18 серпня 2011 року підписав контракт із клубом «Урал» з Єкатеринбургу до червня 2013 року. Після закінчення сезону 2012/13 років залишив клуб вільним агентом. У липні 2013 року підписав контракт із воронезьким «Факелом», у команді взяв 25 номер. Провів 24 поєдинки, 1866 хвилин на полі, відзначився 1 голом, отримав дві жовті картки, жодного разу не отримав червону картку.

## Досягнення
«Хімки»
- Першість ФНЛ
  -  Чемпіон (1): 2006

«Урал»
- Кубок ФНЛ
  -  Володар (1): 2012

- Першість ФНЛ
  -  Чемпіон (1): 2012/13

«Факел»
- Другий дивізіон (зона «Центр»)
  -  Чемпіон (1): 2014/15